# Ошпье, Виктор
Виктор Ошпье (фр. Victor Hochepied; 1883 — 1966) — французский пловец, серебряный призёр летних Олимпийских игр 1900.
На Играх Ошпье участвовал в нескольких плавательных дисциплинах. В гонке на 200 м вольным стилем он занял третье место в полуфинале и не получил возможность соревноваться в заключительной гонке. В заплыве на 200 м с препятствиями он прошёл последним к финишу в полуфинале, и снова не смог пройти дальше. В командной гонке на 200 м его команда заняла вторую позицию, и Ошпье стал серебряным призёром Игр.
На Играх он выступал вместе со своим братом Морисом.